# گلن ایوون (کالیفرنیا)
گلن ایوون (به انگلیسی: Glen Avon) یک منطقهٔ مسکونی در ایالات متحده آمریکا است که در شهرستان ریورساید، کالیفرنیا واقع شده‌است. گلن ایوون ۲۱٫۰۶۶ کیلومتر مربع مساحت و ۲۰٬۱۹۹ نفر جمعیت دارد و ۲۳۰ متر بالاتر از سطح دریا واقع شده‌است.